# Concussion (2015)
Concussion is een Amerikaanse biografische sportfilm uit 2015, geregisseerd en geschreven door Peter Landesman. De film is gebaseerd op het boek Game Brain van schrijfster Jeanne Marie Laskas. De hoofdrollen worden vertolkt door Will Smith, Alec Baldwin, Gugu Mbatha-Raw en Albert Brooks.

## Verhaal
In 2002 wordt Mike Webster, een oud-speler van de Pittsburgh Steelers, dood teruggevonden in zijn auto. De forensisch wetenschapper Bennet Omalu voert een autopsie uit op het lichaam en ontdekt ernstige hersenschade bij de voormalige sportman. Hij besluit dat Webster is overleden als gevolg van herhaaldelijke klappen op zijn hoofd, een aandoening die hij omdoopt tot chronische traumatische encefalopathie (CTE). Samen met Julian Bailes, de gewezen teamdokter van Pittsburgh Steelers, neuroloog Steven T. DeKosky en lijkschouwer Cyril Wecht schrijft hij een paper over zijn bevindingen, maar het werkstuk wordt aanvankelijk door de National Football League (NFL) genegeerd.
In de daaropvolgende jaren ontdekt Omalu dat drie andere spelers die overleden zijn gelijkaardige symptomen hadden als Webster. Uiteindelijk weet hij NFL-afgevaardigde Roger Goodell te overtuigen om zijn bevindingen over te maken aan een comité over spelersveiligheid. De NFL neemt Omalu echter niet serieus en laat hem zelfs niet toe in de kamer waar de uiteenzetting van zijn bevindingen plaatsvindt.
Omalu wordt onder druk gezet om zijn strijd te staken. Op een gegeven moment moet hij zijn droomhuis in Pittsburgh verlaten en naar Californië verhuizen, waar hij een baan krijgt bij de lijkschouwer van San Joaquin County. Hij wordt echter in ere hersteld wanneer oud-speler Dave Duerson omwille van toegenomen cognitieve problemen zelfmoord pleegt en in zijn afscheidsbrief schrijft dat Omalu gelijk had. Als gevolg mag Omalu zijn bevindingen over CTE aan de NFL presenteren. Onder druk van het Amerikaans Congres moet de NFL voortaan meer rekening houden met het gevaar van hersenschuddingen.

## Rolverdeling
- Will Smith – Dr. Bennet Omalu
- Alec Baldwin – Dr. Julian Bailes
- Albert Brooks – Dr. Cyril Wecht
- Gugu Mbatha-Raw – Prema Mutiso
- David Morse – Mike Webster
- Arliss Howard – Dr. Joseph Maroon
- Mike O'Malley – Daniel Sullivan
- Eddie Marsan – Dr. Steven DeKosky
- Hill Harper – Christopher Jones
- Adewale Akinnuoye-Agbaje – Dave Duerson
- Luke Wilson – Roger Goodell
- Paul Reiser – Dr. Elliot Pellman
- Richard T. Jones – Andre Waters